# Christian Drejer
Christian Drejer (Frederiksberg, 8 dicembre 1982) è un ex cestista danese, professionista in Spagna e in Italia.
Alto 2,06 m per 102 kg, giocava nel ruolo di ala piccola e ala grande.

## Biografia

### La carriera
Nella sua breve carriera ha giocato per la SISU Copenhagen in Danimarca, i Florida Gators nella NCAA, per il FC Barcelona in Spagna per poi giocare in Italia prima per la Virtus Bologna e successivamente per la Virtus Roma. Ha giocato anche nella nazionale danese.
Venne scelto al Draft NBA 2004 al secondo giro con la 51ª chiamata dai New Jersey Nets, risultando il primo giocatore danese ad essere scelto. La sua selezione, tuttavia, riscosse alcune critiche e perplessità per colpa del suo carattere, dopo che nella stagione precedente a metà del campionato aveva abbandonato la squadra dei Florida Gators per una richiesta arrivata dal FC Barcelona, club con il quale avrà vinto il campionato spagnolo e, nella stagione successiva, la supercoppa. Non ha mai giocato nella NBA.

### Il ritiro
Durante il suo primo anno di college, Drejer ha subito un infortunio al piede sinistro, che lo aveva tenuto fuori dai campi a lungo, che ne ha danneggiato la cartilagine, diventando poi un problema cronico nel corso della sua carriera.
Dopo due operazioni chirurgiche subite nel corso della stagione 2007-08, nel marzo 2008 ha rescisso il suo contratto con la Virtus Roma e l'11 dello stesso mese la Federazione Danese ha rilasciato un comunicato annunciando il prematuro ritiro dal basket professionistico.

## Palmarès
- Campionato spagnolo: 1

Barcellona: 2003-04
- Supercoppa spagnola: 1

Barcellona: 2004
- Liga catalana: 1

Barcellona: 2004